# Économie & Politique
Économie & Politique est la revue marxiste d’économie du Parti communiste français depuis 1954. À ce titre, elle a bénéficié des contributions de plus de 400 chercheuses et chercheurs, syndicalistes, et responsables politiques.

## Présentation
Son but est de montrer et d’expliquer à un large public les phénomènes économiques en ouvrant ses tribunes à une grande diversité d’acteurs de la vie économique. Il s’agit pour l’essentiel de s’adresser aux cadres et militants insérés dans l’activité politique, dans les entreprises, et dans les secteurs économiques.
La revue connaît des évolutions avec des formules qui reflètent les changements de l’activité du PCF au long de plusieurs décennies marquées par de fortes modifications de sa place et de son influence dans la société française.

## Historique
A l’origine de la revue, il y a la création en 1947, sur décision du secrétariat du PCF, d’une section économique auprès du comité central, en tant qu’organisme chargé de la documentation et de l’analyse économique. Dès ses débuts, la section économique compte une centaine de collaborateurs, regroupés dans des commissions thématiques, et a connu une activité et une existence jalonnées par les évolutions de la politique générale du parti. La section se dote d’un bulletin intérieur d’études économiques, sous la forme de brochures ronéotypées.

A la fin de 1953, le bureau politique du PCF charge un petit groupe d'économistes du parti de créer la première revue d'économie marxiste française. Le premier numéro sort en avril 1954 avec Jean Baby en rédacteur en chef, et sous la direction de Jean Pronteau, sous-titrée « Revue marxiste d'économie », qu'il présente ainsi : 

« La revue Économie et Politique est la première revue économique marxiste paraissant en France.
Il n'est pas besoin de démontrer le rôle déterminant des faits économiques dans toute la vie sociale. Une juste analyse de ces faits, la connaissance des lois auxquelles ils obéissent, sont indispensables pour mieux se reconnaître au milieu d'événements complexes et mouvants. (…) La méthode marxiste a fait ses preuves. Attaquée sans relâche depuis plus d'un siècle, elle s'est imposée. (…) Le régime capitaliste a mis à son service toute une pléiade d'économistes qui ont inventé, et inventent encore de multiples théories pour justifier et perpétuer le régime d'exploitation et de dégradation de l'homme qui sévit toujours. »

Selon les époques les équilibres entre les textes à caractère théorique, les articles d’intervention, les notes de conjoncture ont changé. Cette diversité et la multiplicité des articles renvoient également au grand nombre d’intervenants dont les signatures sont souvent des pseudonymes en raison bien souvent de leur statut professionnel. Il reste que cette difficulté particulière incite bien sûr à considérer cette revue comme une source primaire exceptionnelle pour étudier l’histoire du PCF mais aussi celle de ses intellectuels chargés de son discours sur l’économie.